# 주근 (마한)
주근(周勤, ？ ~ 16년)은 마한의 장군이다.
백제 온조왕(百濟 溫祚王)이 고구려에서 한수(漢水)유역으로 이동하여 오자 마한왕(馬韓王)은 동북 100리의 땅을 할양하여 거주하게 하였다. 그 뒤 백제(百濟)는 강성해져 6년(온조왕 24)에 웅천책(熊川柵)을 설치하는 문제로 마한과 국경분쟁을 일으키고, 8년에는 마한의 쇠약을 틈타서 기습공격하여 그 도읍을 함락하고 병합하였다. 이 때 마한의 원산(丹山)·금현(錦峴)의 두 성은 끝까지 항복하지 않았지만 결국 백제(百濟)의 맹공격으로 이듬해 4월에 함락되고 그 성의 백성을 한산(漢山) 북으로 옮겼다.
16년(백제(百濟) 온조왕(溫祚王) 34년) 마한의 옛 장수 주근(周勤)이 마한의 부흥을 도모하여 군사를 일으켜 백제(百濟) 우곡성(牛谷城)에 웅거하니, 백제(百濟) 왕이 군사 5천을 거느리고 토벌하였다. 주근(周勤)이 스스로 목을 매자 그 시체의 허리를 베고, 아울러 처자까지 죽였다.